# Sarah Glaser
Sarah Glaser (Springfield, 18 novembre 1961) è un'ex velista statunitense.

## Carriera
Nel corso della sua attività sportiva, la velista statunitense si laureò vice campionessa mondiale nel 1987, conquistando la medaglia d'argento nell'edizione disputatasi a Kiel. Ancora nel 2000, si qualifica alle Olimpiadi di Sydney dove conquista un'altra medaglia, sempre d'argento e in coppia con Jennifer Isler.

## Palmarès
| Anno | Manifestazione | Sede   | Evento | Risultato | Prestazione | Note |
| ---- | -------------- | ------ | ------ | --------- | ----------- | ---- |
| 1987 | Mondiali       | Kiel   | Vela   | Argento   |             |      |
| 2000 | Olimpiadi      | Sydney | Vela   | Argento   |             |      |